# Río Vinces
Der Río Vinces, im Oberlauf Río Quevedo, ist ein 250 km langer rechter Nebenfluss des Río Babahoyo im Westen von Ecuador in den Provinzen Los Ríos und Guayas.

## Flusslauf
Der Río Quevedo entsteht am Fuße der Cordillera Occidental am Zusammenfluss von Río Toachi Grande und Río Baba. Bei Flusskilometer 240 wird der Fluss von der Talsperre Baba – Pico de Pato auf einer Länge von etwa 7 Kilometern aufgestaut. Ein Teil des Flusswassers wird nach Westen zum Daule-Peripa-Stausee abgeleitet. Dabei treibt es ein Wasserkraftwerk an. Der Río Quevedo fließt unterhalb des Staudamms durch das Küstentiefland von Ecuador nach Süden. Bei Flusskilometer 200 befindet sich am westlichen Flussufer die Stadt San Jacinto de Buena Fe. Bei Flusskilometer 192 und 186 münden die Flüsse Río Lulu Grande und Río San Pablo linksseitig in den Río Quevedo. Kurz darauf, bei Flusskilometer 173, durchfließt der Fluss die Großstadt Quevedo. Zwischen den Flusskilometern 130 und 95 strömt der Río Quevedo nach Südwesten. Anschließend nahe der Kleinstadt Palenque wendet sich der Fluss wieder nach Süden. Nun heißt er Río Vinces. Bei Flusskilometer 65 passiert er die Stadt Vinces. Bei Flusskilometer 51, bei der Ortschaft Antonio Sotomayor, zweigt der Río Mastrantal rechts ab und mündet bei Flusskilometer 30, westlich von der Ortschaft General Vernaza, wieder in den Río Vinces. 23 Kilometer oberhalb der Mündung zweigt der Río Salitre bei El Salitre rechts ab und fließt zum Río Los Tintos, der unterhalb des Río Vinces in den Río Babahoyo mündet. Die Mündung des Río Vinces befindet sich 2 km nördlich von Samborondón.

## Einzugsgebiet
Der Río Vinces entwässert ein Areal von schätzungsweise 6600 km². Das Einzugsgebiet erstreckt sich über den östlichen Teil des Küstentieflands sowie über einen Teil der Westflanke der Cordillera Occidental. Im Westen grenzt es an das des Río Daule sowie im Osten an das des Río Catarama, dem rechten Quellfluss des Río Babahoyo.

## Wasserkraftnutzung

### Talsperre Baba – Pico de Pato
Die Talsperre (⊙) liegt am Oberlauf des Río Quevedo unterhalb der Flüsse Río Baba und Río Toachi Grande. Sie wurde Ende der 2000er Jahre errichtet. Das Absperrbauwerk besteht aus einem etwa 1000 m langen Staudamm und einem 160 m breiten Wehr. Der Stausee hat eine Wasserfläche von etwa 9 km². Die Talsperre dient der Bewässerung, der Abflusskontrolle sowie der Energiegewinnung.

### Wasserkraftwerk Baba
Vom westlichen Ufer des Stausees führt der 5,2 km lange Ableitungskanal Canal 3 nach Westen. Nach 3,7 km überquert die Fernstraße E25 (Tronca de la Costa) den Kanal. Dieser endet an einem Staudamm mit angeschlossenem Wasserkraftwerk (⊙). Das Kraftwerk hat eine installierte Leistung von 45 MW. Betreiber der Anlage ist CELEC (Corporación Eléctrica del Ecuador). Unterhalb des Kraftwerks gelangt das Wasser in das Flussbett des Río Chaune, einem kleinen Flüsschen, das in den Daule-Peripa-Stausee mündet. Somit wird das abgeleitete Wasser für das Daule-Peripa-Wasserkraftwerk nutzbar. 